# Juliano Apóstata

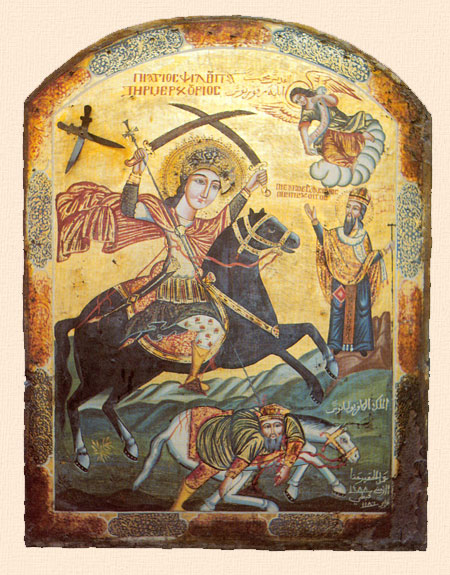
Mercurio de Cesarea matando a Juliano el Apóstata. Icono de la Iglesia de San Mercurio en El Cairo.

Juliano Apóstata es una comedia histórica del dramaturgo del Siglo de Oro español Luis Vélez de Guevara inspirada el la vida del emperador romano Juliano el Apóstata.
Vélez se documentó en la Historia imperial y Cesarea de Pero Mexía (Sevilla, 1545) y en el Flos sanctorum, de donde toma gran parte del Acto III. Aparte del emperador, son importantes los personajes históricos de San Mercurio de Cesarea y Basilio el Magno. 
La obra es teatralmente impactante y bien construida, y hay edición crítica moderna de los hispanistas William R. Manson y C. George Peale.